# Jesús López Santamaría
Jesús López Santamaría (Palencia, 1942) es un historiador, poeta y pintor español. 

## Biografía
Estudió en la Normal de Magisterio de su ciudad natal, ejerciendo durante tres años su docencia en la provincia. En 1968 se licenció por la Universidad de Valladolid en Filosofía y Letras, Sección de Historia, y en 1983 se doctoró por la Universidad de Salamanca en Filosofía y Letras, Sección de Historia.

Ha ejercido como catedrático de Geografía e Historia en distintos Institutos de Enseñanza Media y de Enseñanza Secundaria desde 1975.

### Historiador
Su labor profesional se ha centrado en dos áreas fundamentales. La más extensa, la formación, desarrollo y acción de las Juventudes Libertarias durante la Segunda República Española, así como el debate feminista en el anarquismo español y la controversia educativa en el mismo. La segunda se centra en el campo de la historia local: por un lado, la ciudad de Salamanca en el último tercio del siglo XIX y la ciudad de Béjar en el siglo XX.

### Poeta
Desde el año 1968 ha estado presente en el panorama poético español con cinco obras personales, participando en varias revistas de ámbito nacional (Rocamador, Papeles del martes, Cuadernos del Matemático y Cuadernos de Roldán) y en antologías de muy diverso signo, así como en la colección poética de la Asociación Cultural “El Zurguén” de Morille (Salamanca).

### Pintor
Como una faceta más de su labor poética intenta trasladar la lírica de sus poemas a su obra pictórica en una búsqueda incesante de nuevas formas expresivas y matéricas.

## Libros

### Historia
- Las Juventudes Libertarias durante la Guerra Civil, (1936-1939).[1] Ediciones Universidad, Salamanca, 1983.
- Campos, pueblos y ciudades de España, (Primer ciclo de ESO, Hespérides, Salamanca, 1997. (En colaboración con Juan Manuel Alfageme).
- Las Cinco Abejas. Béjar en el siglo XX.[2] Centro de Estudios Bejaranos, Salamanca, 2006.
- La ciudad de Béjar en el siglo XX. en Hernández Díaz, José María y Avilés Amat, Antonio: La ciudad de Béjar, Vol. II, cap.8, pp. 187-212. Diputación de Salamanca, Salamanca, 2013.

### Poesía

#### Obras Personales
- Los últimos pecados, Colección Rocamador, Palencia, 1968.
- La espesura de los márgenes, Ediciones de la Diputación, Salamanca, 1979.
- La invitación del fuego, Amarú Ediciones, Salamanca, 1998.
- Materias Cardinales. IES Eladio Cabañero, Tomelloso, 1999.
- Porque somos fuego, Asociación Cultural “El Zurguén”, Morille, 2002.
- El hilo de lo más leve, El Carme, Galería d´Arte, Vich, 2004.
- Nombrar los orígenes. Sed (2009-2011). Edtor Nuño Barriuso, Morille (Salamanca), 2012.
- Algunos nombres / Todas las aguas, Editor Nuño Barriuso, Salamanca, 2015.

#### Poemas en Antologías
- Palencia piedra a piedra.[3] (recopilador CASTAÑÓN, Jesús), Caja de Ahorros y Monte de Piedad de Palencia, Palencia, 1983.
- Premios Nacionales de Poesía “Botón Charro”, 1979-1990, Universidad Pontificia, Salamanca,1990.
- Antología del aire, (recopilador SORIA HEREDIA, Fernando), Editorial San Esteban, Salamanca, 1992.
- Versos de tiza, Ediciones Soubriet, Tomelloso (Ciudad Real), 1999.
- Palabras de paso. Poetas en Salamanca, 1976-2001, ( editores PUERTO, José Luis y SÁNCHEZ SANTIAGO, Tomás), Amarú Ediciones, Salamanca, 2001.
- La luminosa voz de la poesía, (edición del IES Fray Luis de León), Salamanca, 2004.
- Poemas, poetas y Palencia.[4] (recopilador CASTAÑÓN, Jesús), Caja España y el Ayuntamiento de Palencia, Palencia, 2006.
- Palencia. Palabra y luz.  Edición coordinada por Julián Alonso. Diputación de Palencia, 2012.

#### Crítica poética varia
- “PAN” de pocos, hambre de muchos. Colación asimétrica para una celebración de la misma calaña en LABRADOR MÉNDEZ, Germán y RODRÍGUEZ DE LA FLOR, Fabio (eds.) PÁNICA PRIMERA. Actas del PAN, encuentro de Poesía Joven en el Medio Rural, Asociación Cultural “El Zurguén”, Morillle (Salamanca), 2004.
- Cuando "lo inefable...está en el silencio" y cuando la elegía nos puede curar del miedo. (Sobre la lectura del último poemario de Mercedes Marcos Sánchez, Los mapas del silencio) en Papeles del Novelty, Revista de creación y mabntenimiento, n.º 17, Salamanca, 2008, pp.225-228.

## Artículos

### En obras generales
- Método operacional en ROMÁN, MUSITU, PASTOR, Métodos activos para Enseñanzas Medias y Universitarias, Cincel-Kapelusz, Madrid, 1980.
- Les joventuts llibertáries durant la guerra civil en UCELAY DA CAL, Enric (director), la joventut a Cataluyna al secle XX. Materials per una història, dos volúmenes, Diputació, Barcelona, 1987.
- La prensa juvenil libertaria durante la guerra civil, en ARÓSTEGUI, Julio (coordinador), Historia y memoria de la guerra civil. Encuentro en Castilla y León, tres volúmenes, Junta de Castilla y León, Valladolid, 1988.
- La condición obrera en Salamanca durante la Restauración, en MARTÍN RODRÍGUEZ, José Luis (director), I Congreso de Historia de Salamanca, tres volúmenes, Diputación, Salamanca, 1989.
- La soledad de la República. Las Juventudes Libertarias y la internacionalización de la guerra civil, en SAMANIEGO BONEU, M. y DEL ARCO LÓPEZ, V. (eds), Historia, literatura, pensamiento. Estudios en homenaje a María Dolores Gómez Molleda, dos volúmenes, Ediciones U. de Salamanca-Narcea, Salamanca, 1990.
- El desafío a la “Trinidad” Libertaria: feminismo y afeminismo en el seno del anarquismo hispano. El caso de las JJ.LL en Las mujeres y la Guerra Civil Española. III jornadas de estudios monográficos. Salamanca, octubre de 1989, Ministerio de Cultura, Madrid, 1991.
- ¿Es posible un consenso? Reflexiones sobre la aplicación de los curricula de Ciencias sociales en Castilla y León en Espacio y Sociedad en el Ámbito Autonómico, Junta de Castilla y León, Zamora, 1991
- Despensa, flechas, palio y sentimiento. La iconografía de Franco en el primer franquismo en Historia. Memoria. Nacäo, I. de História e Teoria das Ideias, Faculdade de Letras, Coímbra, 1996
- El miedo a la manigua: discurso político, prejuicios y paradojas ante la crisis colonial española, en ESTEBAN DE VEGA, M. y MORALES MOYA, A. (eds.), Los fines de siglo en España y Portugal, Universidad de Jaén, Jaén, 1999.
- Despensa para la mujer y dispensa para el hombre. La presencia del género en el anarquismo hispano, 1936-1939, en CUESTA BUSTILLO, Josefina (dir.), Historia de las mujeres en España. Siglo XX, cuatro volúmenes, Instituto de la Mujer, Madrid, 2003.

### En revistas
- Purismo y circunstancialismo. Las Juventudes Libertarias en la dinámica del anarquismo español. (Una propuesta modelo), Facultad de Filosofía y Letras, Tarragona, 1981.
- Juventud y Guerra Civil. El caso de las Juventudes Libertarias, Sistema, n.º 47, 1982.
- Juventudes Libertarias y Guerra Civil, (1936-1939), Studia Histórica, 1983.
- El cincuentenario de la II República y la historiografía sobre el anarquismo. (Anotaciones provisionales), Studia Histórica, 1983.
- Ética y Guerra Civil. Juventudes Libertarias de España, Estudios Filosóficos, 1984.
- Formació i evolució de les Joventuts Llibertaries, L´Avenc, n.º 75, 1984.
- El “reformismo” de la Comisión de reformas Sociales en las provincias: el caso de Salamanca, Studia Historica, 1884.
- Educación y Guerra Civil. El caso de las Juventudes Libertarias, Historia de la Educación. Revista interuniversitaria, 1984.
- El Congreso Agrícola de Salamanca de 1887. Un episodio de la movilización proteccionista castellana, Studia Histórica, 1986.
- Señora de gran nobleza a la que le huelen los pies. La ciudad de Salamanca a finales del siglo XIX, Studia Histórica, 1986.
- Republicanismo y revolución. La lucha política de las JJ.LL. durante la guerra civil española, Studia Histórica, 1987.
- “Sudores y páginas”. Investigaciones en Salamanca sobre la Guerra civil y el franquismo, Perspectiva Contemporánea, España Siglo XX. Vol. I, n.º 1, octubre de 1988. pp. 301-304
- Anarquismo español y derechos humanos. Spanish anarchism and human rights, en la revista Studia Historica. Historia Contemporánea, vol.26, 2008, Universidad de Salamanca, pp. 19-52.

### Recensiones
- Recensión de las obras: NÚÑEZ, Clara E, y TORTELLA, Gabriel (eds): La maldición divina. Ignorancia y atraso económico en perspectiva histórica, Alianza, Madrid, 1993; y NÚÑEZ, Clara E.: La fuente de la riqueza. Educación y desarrollo económico en la España Contemporánea, Alianza, Madrid, 1992. Aparece en Studia Historica, vol. 12, 1994.
- Recensión de la obra: GARCÍA DURÁN, J.: La Guerra Civil: Fuentes (Archivos, bibliografía y filmografía), Studia Historica, 1985.